# Des Espagnoles à Paris
Pour plus de détails, voir Fiche technique et Distribution.
Des Espagnoles à Paris (espagnol : Españolas en París) est un film dramatique espagnol réalisé par Roberto Bodegas et sorti en 1971.
Il a remporté le Prix spécial du Festival international du film de Moscou 1971. Il est sorti en Espagne le 26 avril 1971 et en France l'année suivante au Bataclan à Paris.

## Synopsis
Le film traite du thème des femmes espagnoles qui, au début des années 1970, ont émigré à Paris pour des raisons professionnelles. L'une d'entre elles est Isabel, une jeune fille originaire de Sigüenza, l'aînée de cinq frères et sœurs, qui déménage dans la capitale française pour travailler comme domestique chez une famille aisée, les Lemonier. Elle se lie d'amitié avec d'autres compatriotes, comme Emilia, Dioni et Francisca. Elle fait également la connaissance de Manolo, un jeune chauffeur qui ne cache pas qu'il a une petite amie à Madrid avec laquelle il espère se marier et vivre dans un appartement dès qu'il aura réuni l'argent nécessaire. Mais Isabel et Manolo tombent amoureux l'un de l'autre. Ses amies, en particulier Emilia, lui déconseillent de sortir avec lui, mais elle poursuit leur relation et tombe enceinte. Manolo ne veut pas qu'elle ait cet enfant, il essaie donc, sans succès, de la forcer à avorter. Finalement, désabusée, elle chasse Manolo de sa vie et se bat seule pour élever son enfant et lui offrir un avenir plus digne. Elle termine par le poème Palabras para Julia (es) (litt. « Mots pour Julia ») de José Agustín Goytisolo.

## Fiche technique
- Titre français : Des Espagnoles à Paris[3]
- Titre original : Españolas en París[4]
- Réalisation : Roberto Bodegas
- Scénario : Roberto Bodegas, Christian de Chalonge, José Luis Dibildos, Antonio Mingote
- Photographie : Rafael de Casenave
- Montage : Petra de Nieva
- Musique : Carmelo Bernaola
- Décors : Mariano Erdoiza, Ramiro Gómez
- Production : José Luis Dibildos
- Société de production : Ágata Films
- Pays de production :  Espagne
- Langue originale : espagnol
- Format : couleurs par Eastmancolor - Son mono - 35 mm
- Durée : 93 minutes
- Genre : Drame, chronique sociale
- Dates de sortie : 
  - Espagne : 26 avril 1971
  - France : 9 février 1972

## Distribution
- Laura Valenzuela : Emilia
- Ana Belén : Isabel
- Máximo Valverde : Manolo
- Tina Sainz : Francisca
- Elena María Tejeiro : Dioni
- José Sacristán : Plácido
- Emma Cohen : Katy
- Simón Andreu : le pompiste
- Teresa Rabal : Casilda
- Pierre Vernier : Monsieur Lemonier
- Françoise Arnoul : Madame Lemonier
- Yelena Samarina : Madame Legrand
- Cristina Hoyos : Soliste
- José Luis López Vázquez : Fernando

## Accueil
Des Espagnoles à Paris est considéré comme le film qui inaugure la « troisième voie » du cinéma espagnol des années 1970. Il s'agissait d'une tendance qui définissait un type de productions situées à mi-chemin entre le cinéma d'auteur, la critique de la tyrannie du marché et le souci d'atteindre le plus large public possible. Il abordait des problèmes liés à la société espagnole de la fin du franquisme, mais avec un traitement formel sans s'engager outre mesure. Le film présente la réalité des émigrantes espagnoles qui travaillaient comme aides ménagères dans la capitale française, y compris des problèmes tels que les grossesses non désirées et l'avortement, mais sans pour autant dénoncer la société en tant que telle.
Son réalisateur, Roberto Bodegas, qui a émigré à Paris en 1956, expose ces idées dans une interview radiophonique lors de la présentation du long métrage au Bataclan, dans la capitale française : 
« Intentamos hacer un cine que creemos corresponde a una necesidad española, (…) a un cine que, sin abstraerse de la popularidad (…), de los problemas que en España están latiendo puedan, al mismo tiempo que, no denunciarlos porque es demasiado, ponerlos en la pantalla pero que la gente vaya a verlos. (…) Romper la idea clásica de cine comercial y cine no comercial, (…) hacer un cine digno (…) en que cada español se pueda encontrar en esos personajes. »
— Roberto Bodegas

« Nous essayons de faire un cinéma qui, selon nous, répond à un besoin espagnol, (...) un cinéma qui, sans s'éloigner de la popularité (...), des problèmes qui touchent l'Espagne, puisse, sans pour autant les dénoncer parce que c'est trop, les mettre à l'écran pour que les gens aillent les voir. (...) Briser l'idée classique du cinéma commercial et du cinéma non commercial, (...) faire un cinéma digne (...) dans lequel chaque Espagnol puisse se reconnaître dans ces personnages. »
Pour sa part, le producteur José Luis Dibildos a souligné, dans cette même interview, l'importance de la sortie du film en France, afin que le public de ce pays apprenne à connaître les êtres humains qui se cachent derrière ce que beaucoup considèrent comme des ombres taillables et corvéables à merci.